# 히베이라그란드드산티아구시

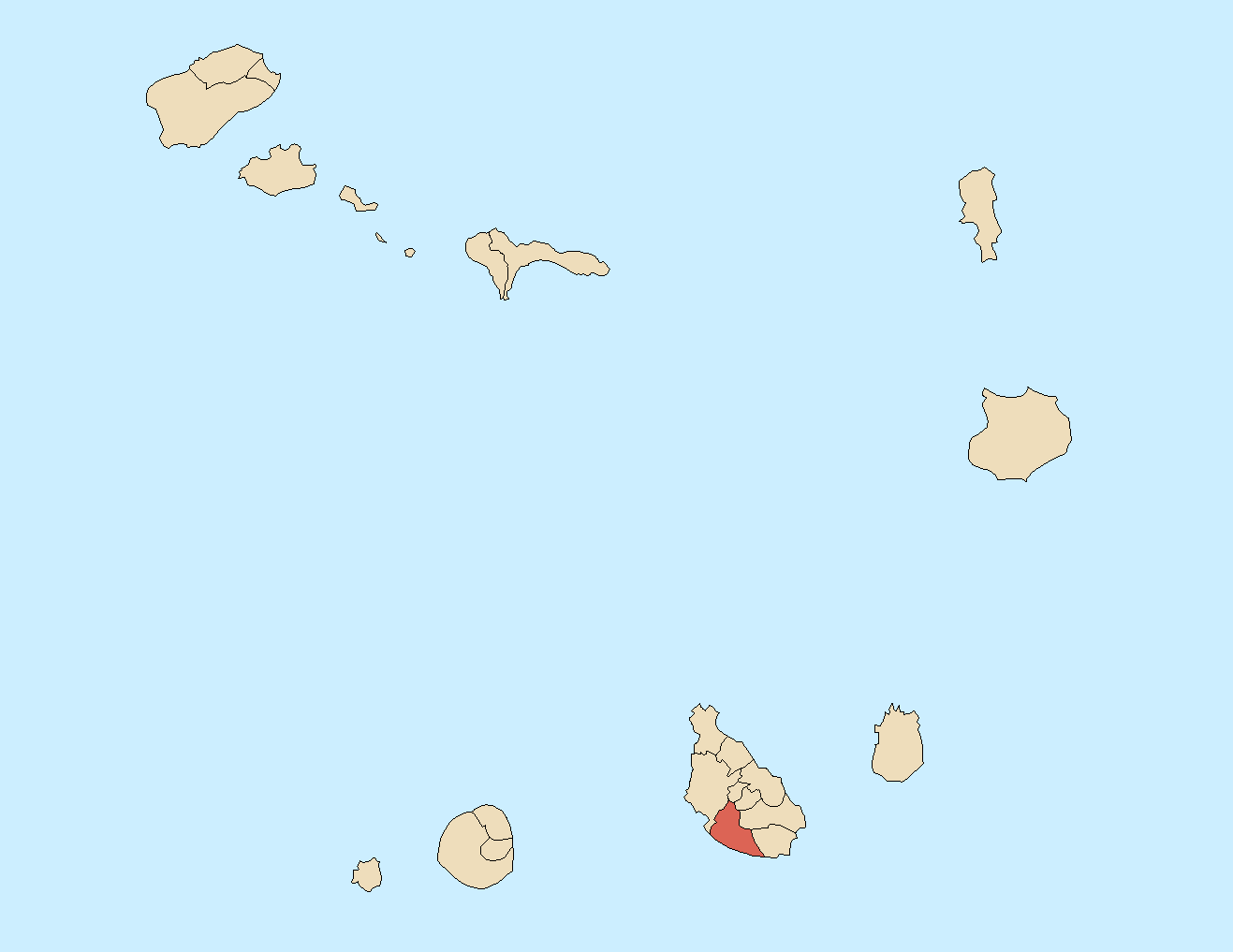
히베이라그란드드산티아구시의 위치

히베이라그란드드산티아구시(포르투갈어: Ribeira Grande de Santiago)는 카보베르데를 구성하는 22개 지방 자치체 가운데 하나로 산티아구섬 남서부에 위치한다. 행정 중심지는 시다드벨랴이며 면적은 137.3km2, 인구는 8,323명(2010년 기준)이다. 2개 교구(산티시무노므드제주스(Santíssimo Nome de Jesus) 교구, 상주앙바프티스타(São João Baptista) 교구)를 관할한다.